# منطقه بوم‌زاد پرندگان
منطقه بوم‌زاد پرندگان یا منطقه پرندگان بوم‌زاد (به انگلیسی: Endemic Bird Area (EBA)) منطقه‌ای از زمین است که توسط انجمن جهانی پرندگان به عنوان مهم برای حفاظت پرندگان بر پایه زیستگاه شناسایی شده‌است، زیرا دارای زیستگاه گونه‌های پرندگان محدود شده‌است (برای تعریف به زیر مراجعه کنید)، که در نتیجه برای آنها بوم‌زاد هستند. منطقه پرندگان بوم‌زاد در جایی تشکیل می‌شود که پراکندگی دو یا چند گونه از این قبیل با گسترش محدود همپوشانی دارند. با کاربرد این دستورالعمل، زمانی که انجمن جهانی پرندگان پروژه تنوع زیستی خود را در سال ۱۹۸۷ تأسیس کرد، ۲۱۸ منطقه بوم‌زاد پرندگان شناسایی شد. یک منطقه پرندگان بوم‌زاد ثانویه شامل محدوده تنها یک گونه با گسترش محدود، یا منطقه‌ای است که تنها گستره زادآوری بخشی از گونه‌های محدود شده‌است. 